# Riston
 (septembre 2023).
Riston est une paroisse civile du Yorkshire de l'Est, en Angleterre.